# Fläskholmen
Fläskholmen är en ö i Finland. Den ligger i Skärgårdshavet och i kommunen Kimitoön i den ekonomiska regionen  Åboland i landskapet Egentliga Finland, i den sydvästra delen av landet. Ön ligger omkring 58 kilometer söder om Åbo och omkring 120 kilometer väster om Helsingfors.
Öns area är 3,1 hektar och dess största längd är 430 meter i öst-västlig riktning. Ön höjer sig omkring 25 meter över havsytan.